# مسجد كاولون والمركز الإسلامي
مسجد كاولون والمركز الإسلامي (بالصينية: 九龍清真寺暨伊斯蘭中心) يُعد واحد من أحد المساجد الخمس الرئيسة في هونغ كونغ. يقع في كولون بالقرب من متنزه كولون، ويعتبر أكبر مسجد في المدينة. وتصل قدرة إستيعابه إلى 3,500 شخص.

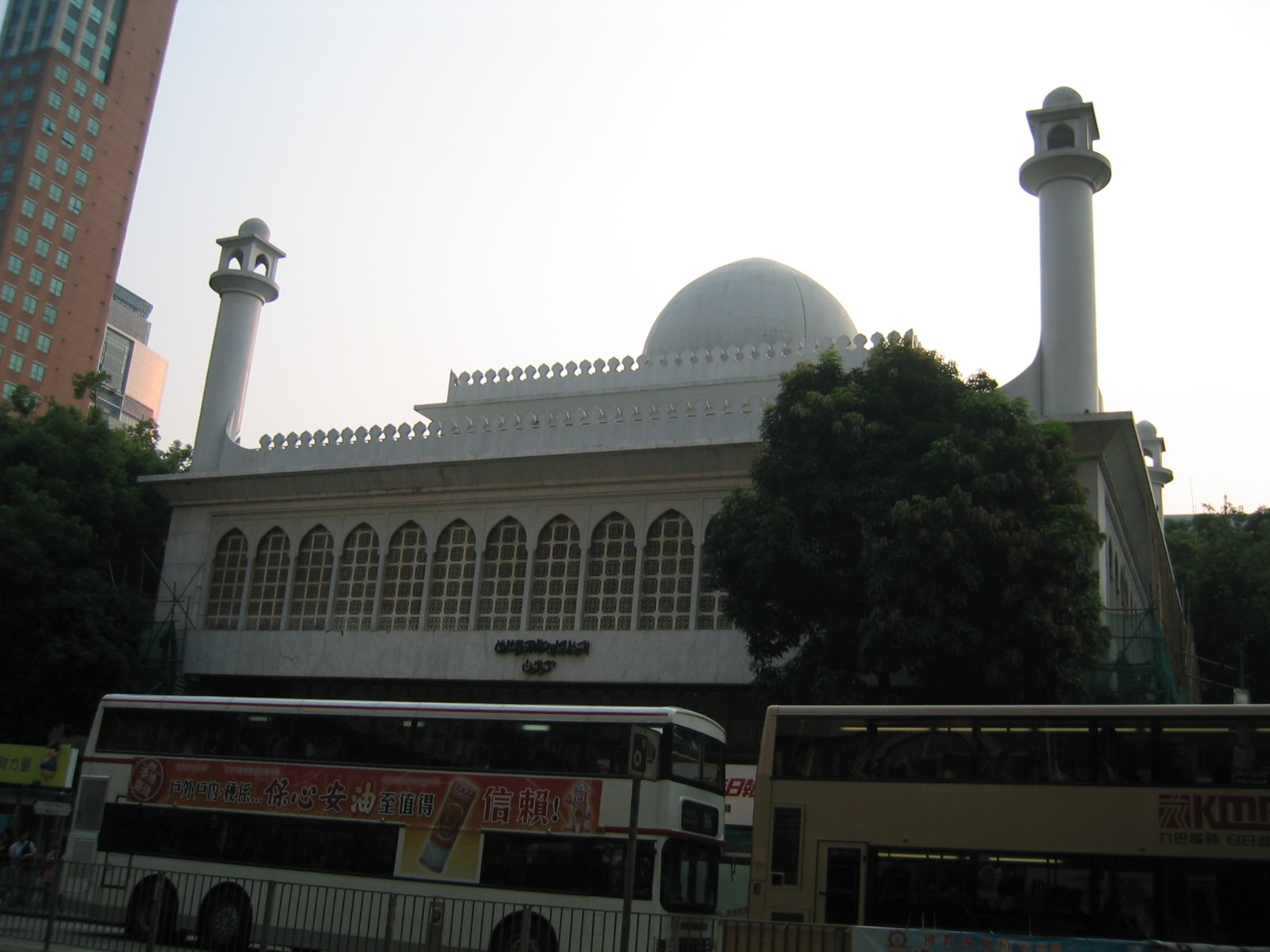
حافلات تمرُ من أمام المسجد
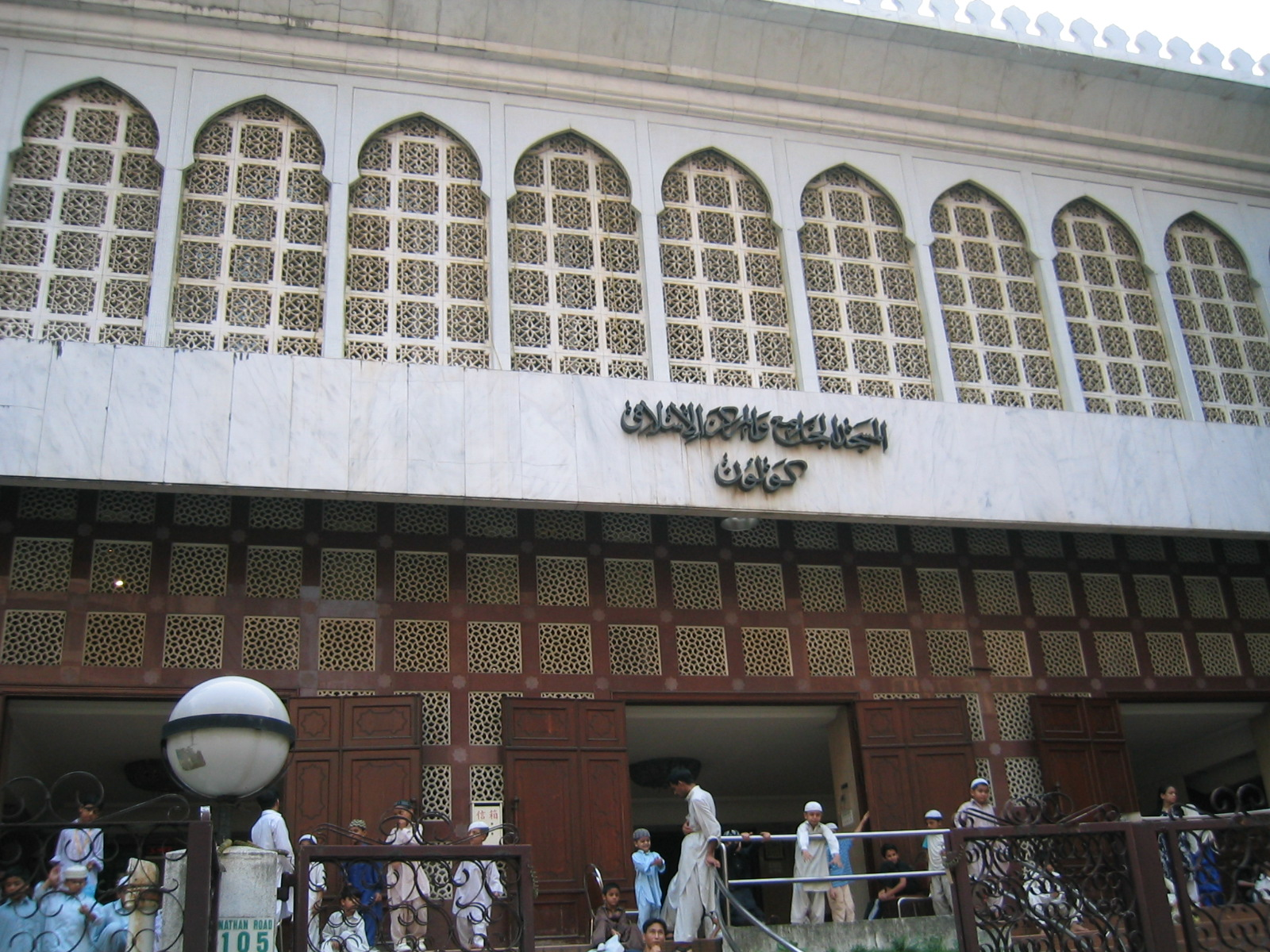
مدخل المسجد
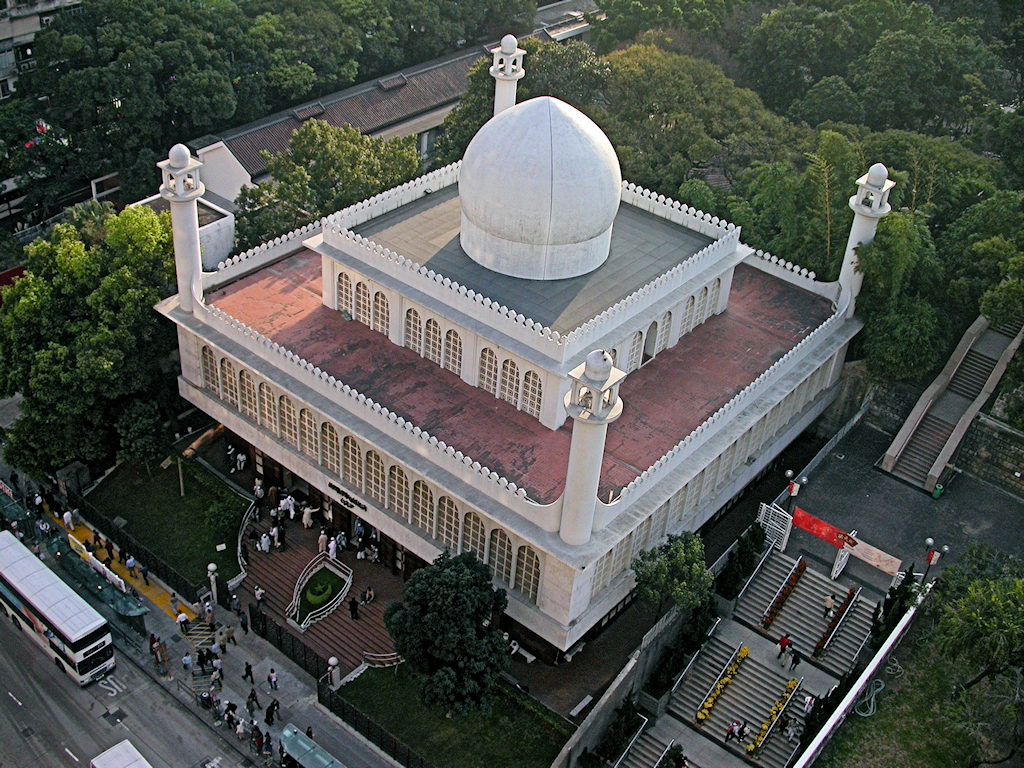
رؤية جوية
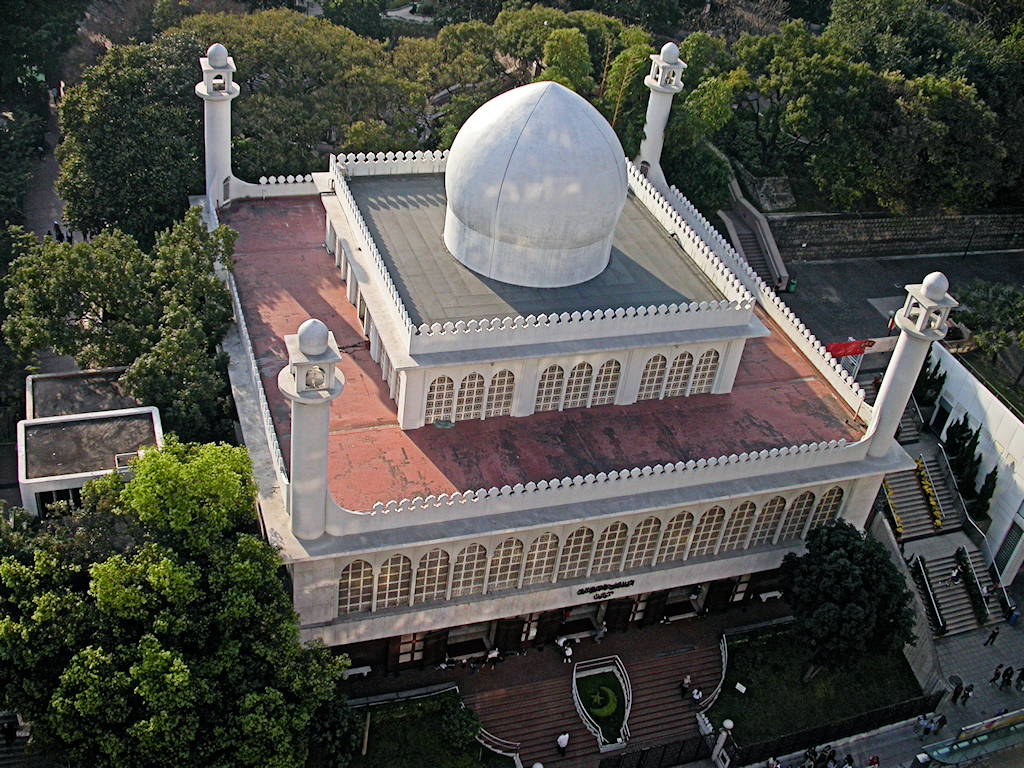
رؤية جوية
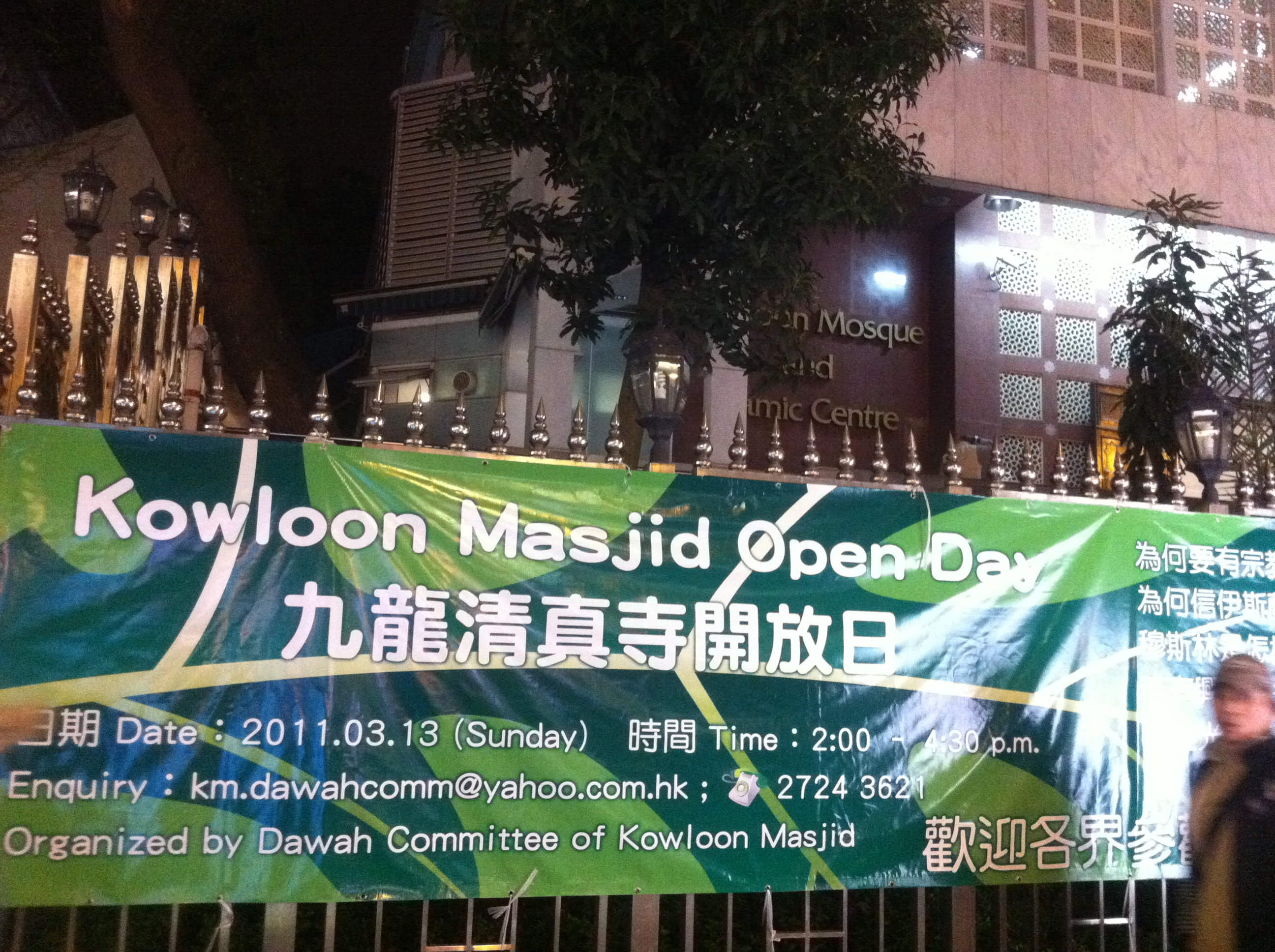
يوم مفتوح في 2011